# Julius Forer
Julius Jörgen Forer (* 29. März 2000 in Dornbirn) ist ein österreichischer Freestyle-Skier. Zu Beginn seiner Karriere trat er in den Disziplinen Aerials und Moguls an, mittlerweile startet er hauptsächlich bei Wettkämpfen im Slopestyle und Big Air. Er gehört seit der Saison 2023/24 dem Ski Austria A-Kader an.

## Karriere
Sein internationales Debüt gab Forer 2016 bei den österreichischen Meisterschaften 2016, wobei er hier auf Anhieb die Bronzemedaille im Moguls gewinnen konnte. Diesen Erfolg konnte er im darauffolgenden Jahr sogar noch mit dem Gewinn der Silbermedaille übertreffen.
Danach wechselte Forer seinen Schwerpunkt und startete ab diesem Zeitpunkt nur noch im Slopestyle bzw. im Big Air. Sein Europacupdebüt gab er in beiden Disziplinen im Januar 2019 am Kreischberg, wobei er sich auf Anhieb in den Punkten platzieren konnte.
Am 21. November 2020 gab Forer sein Weltcupdebüt in Stubai, auch hier gelang ihm mit Platz 18 direkt eine Platzierung in den Punkterängen. In derselben Saison startete Forer erstmals auch bei Weltmeisterschaften. Bei den Wettkämpfen in Aspen erreichte er mit dem 34. Rang im Big Air Wettbewerb seine beste Platzierung.
2023 erreichte Forer mit Rang 5 im Slopestyle bei den Winter World University Games in Lake Placid erstmals eine vordere Platzierung bei einem Großereignis. Nach der Qualifikation sogar auf Rang 2 gelegen stürzte er im Finale jedoch und zog sich dabei einen Riss des Kreuz- und Innenbandes zu.
Am 16. Februar 2024 gab Forer beim Europacup in Davos sein Comeback und erreichte dabei direkt den vierten Platz. 3 Tage am 19. Februar erreichte er mit Platz 2 seinen ersten Podestplatz im Europacup.
Am 6. Februar 2025 gelang Forer mit Rang 7 beim Big Air Wettkampf in Aspen seine erste Top-10-Platzierung im Weltcup.

## Erfolge

### Weltmeisterschaften
- Aspen 2021: 34. Big Air, 38. Slopestyle
- Engadin 2025: 19. Slopestyle, 25. Big Air

### Weltcup
- Eine Platzierung unter den besten 10

### Weltcupwertungen
| Saison  | Slopestyle | Slopestyle | Big Air | Big Air | Park&Pipe | Park&Pipe |
| Saison  | Platz      | Punkte     | Platz   | Punkte  | Platz     | Punkte    |
| ------- | ---------- | ---------- | ------- | ------- | --------- | --------- |
| 2020/21 | 37         | 13         | –       | –       | 58        | 13        |
| 2022/23 | –          | –          | 27      | 14      | 80        | 14        |
| 2024/25 | –          | –          | 20      | 69      | 52        | 69        |

### Winter World University Games
- Lake Placid 2023: 5. Slopestyle

### Europacup
- 4 Podestplätze, davon ein Sieg

| Datum         | Ort           | Land    | Disziplin |
| ------------- | ------------- | ------- | --------- |
| 9. April 2022 | Piz Corvatsch | Schweiz | Big Air   |

### Europacupwertungen
| Saison  | Slopestyle | Slopestyle | Big Air | Big Air | Slopestyle & Big Air | Slopestyle & Big Air |
| Saison  | Platz      | Punkte     | Platz   | Punkte  | Platz                | Punkte               |
| ------- | ---------- | ---------- | ------- | ------- | -------------------- | -------------------- |
| 2018/19 | 32         | 72         | 5       | 152     | –                    | –                    |
| 2019/20 | 25         | 44         | 29      | 24      | –                    | –                    |
| 2021/22 | –          | –          | –       | –       | 57                   | 18                   |
| 2022/23 | 39         | 36         | 1       | 370     | –                    | –                    |
| 2023/24 | 4          | 208        | 6       | 190     | 4                    | 348                  |

### Sonstige Erfolge
- Österreichischer Vizemeister im Moguls 2017
- Bronze bei den Österreichischen Meisterschaften im Moguls 2016